# Pristina breviseta
Pristina breviseta är en ringmaskart som beskrevs av Bourne 1891. Pristina breviseta ingår i släktet Pristina och familjen glattmaskar. Inga underarter finns listade i Catalogue of Life.